# Diana

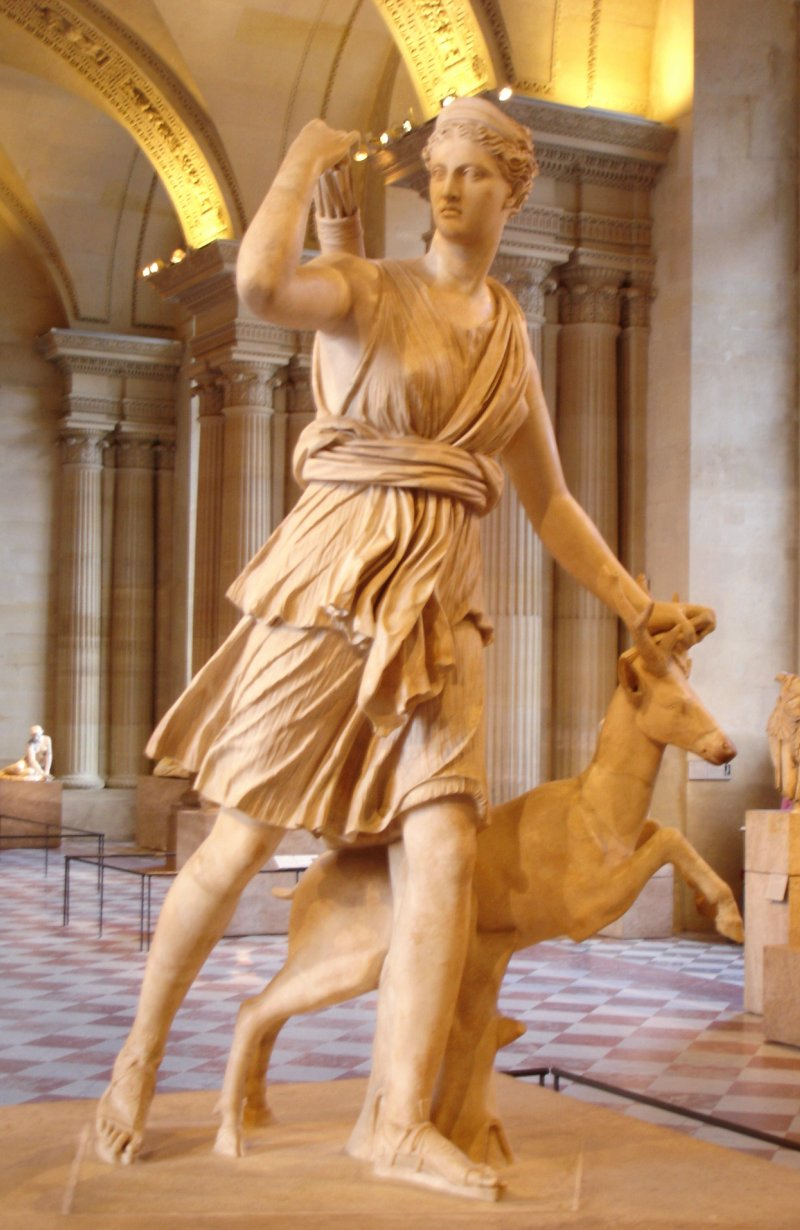
Staty av Diana i Louvren.

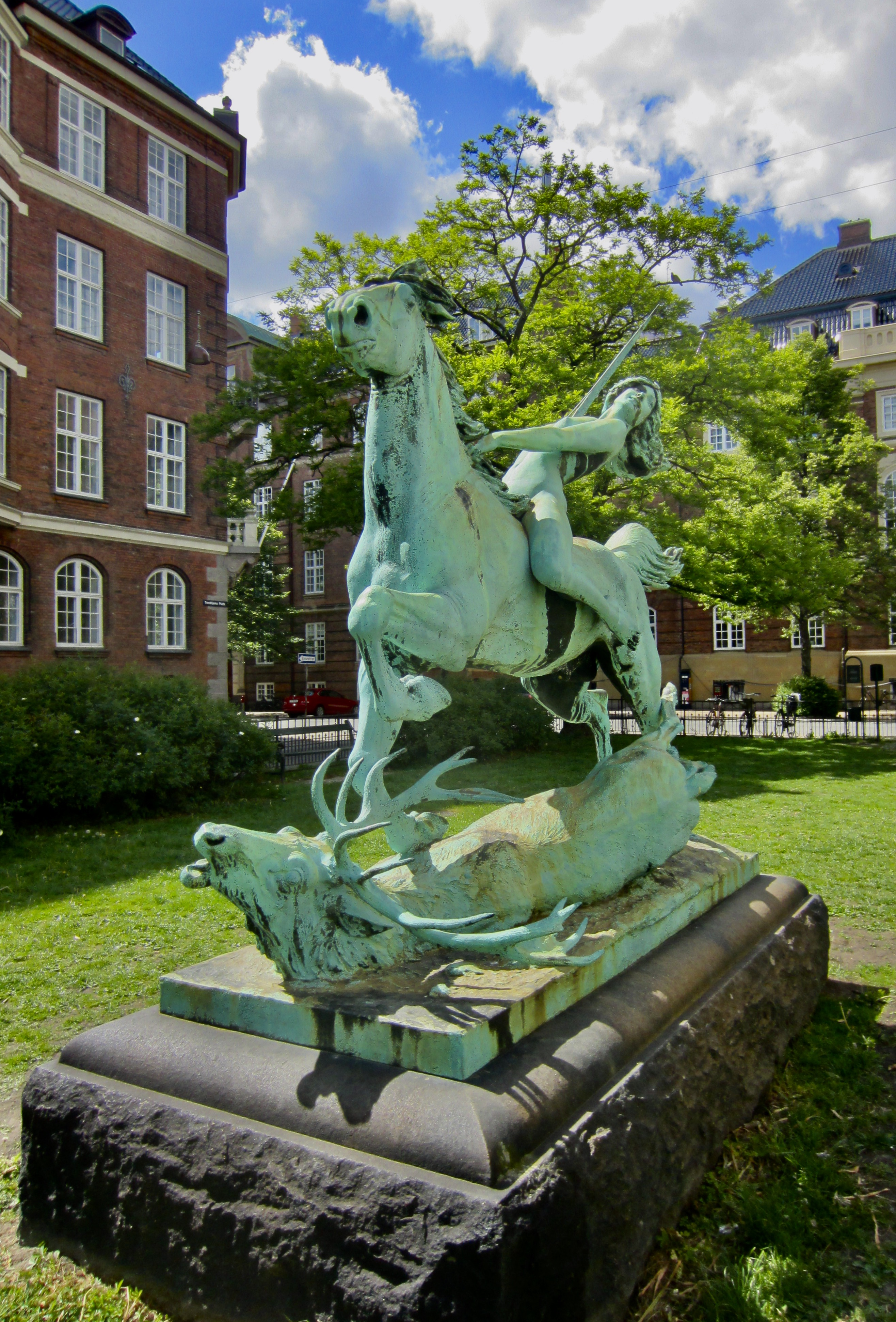
Diana till häst, staty av Carl Bonnesen på Trondhjems Plads i Köpenhamn.

Diana är i romersk mytologi de vilda djurens och jaktens gudinna. Hon kom att helt jämställas med grekernas gudinna Artemis. Hon avbildas i romersk konst som jägare med båge och en jakthund eller hjort som följeslagare.
Hennes namn liknar romarnas ord för himmel (dium) och dagsljus (dius). Hon åkallades som fruktbarhetgudinna av romerska kvinnor som ville ha hjälp att bli med barn eller föda. Antagligen var hon från början en inhemsk romersk skogsgudinna, men hon kom att förknippas med Artemis, och kom att låna sin koppling till Selene och Trivia. 
Det mest kända stället för dianadyrkan var Dianalunden vid sjön Nemi. I staden Rom var det viktigaste Dianatemplet på Aventinen som sades härstamma från Servius Tullius' tid. Ett annat viktigt centrum i romarriket för Dianadyrkan var Artemistemplet i Efesus.
Inom kulten i Rom ansågs Diana också vara arbetarklassens och särskilt slavarnas beskyddare. Hennes helgdag den 13 augusti var även en ledig dag för slavar. 